# When Doctors Disagree
When Doctors Disagree er en amerikansk stumfilm fra 1919 af Victor Schertzinger.

## Medvirkende
- Mabel Normand som Millie Martin
- Walter Hiers som John Turner
- George Nichols som David Martin
- Fritzi Ridgeway som Violet Henny
- Alec B. Francis som Harris